# 2009-es magyar labdarúgó-ligakupa-döntő
A 2009-es magyar labdarúgó-ligakupa-döntő a magyar ligakupa 2. döntője volt. A fináléban a Pécsi MFC és a Fehérvár csapott össze. A mérkőzést Siófokon rendezték, május 13-án. A döntőt a Fehérvár nyerte 3–1-re, ezzel a sikerrel történetük során másodszor hódították el a trófeát.

## Út a döntőig
A döntőbe a Pécsi Mecsek FC és a Fehérvár jutott be. Előbbi csapat a csoportkörben a C csoportban szerepelt, ahol az Újpest mögött a második helyen végzett, megelőzve a Kaposvári Rákóczit, a Zalaegerszegi TE-t, a Paksot és a Dunaújvárost. Összesen hat győzelemmel, két döntetlennel és két vereséggel zártak. Az egyenes kieséses szakaszban a legjobb nyolc között a Haladással találkoztak és jutottak tovább 7–3-as összesítéssel. Az elődöntőben a Budapest Honvédot ejtették ki, 2–0-val. A döntő másik résztvevője, a Fehérvár, a csoportkörben a D csoportban szerepelt és végzett az első helyen. Ők a Honvédot, a Ferencvárost, a Kecskeméti TE-t, a REAC-ot és a Baktalórántházát utasították maguk mögé. Hét győzelemmel, három döntetlennel, vereség nélkül jutottak tovább. A negyeddöntőben a Diósgyőri VTK-t ejtették ki, majd a Győri ETO-t. Előbbit 1–0-val, utóbbit 3–1-es összesítéssel búcsúztatták.
| Pécsi MFC                                                  | Pécsi MFC                                                                            | Pécsi MFC                                                                            |             | Fehérvár                                                       | Fehérvár                                                                             | Fehérvár                                                                             |
| Ellenfél                                                   | Eredmény                                                                             | Mérkőzések                                                                           | Forduló     | Ellenfél                                                       | Eredmény                                                                             | Mérkőzések                                                                           |
| ---------------------------------------------------------- | ------------------------------------------------------------------------------------ | ------------------------------------------------------------------------------------ | ----------- | -------------------------------------------------------------- | ------------------------------------------------------------------------------------ | ------------------------------------------------------------------------------------ |
| Paks Zalaegerszegi TE Újpest Kaposvári Rákóczi Dunaújváros | 1–0 (i), 3–1 (o) 2–0 (o), 0–0 (i) 1–1 (o), 0–4 (i) 4–1 (i), 2–4 (o) 3–1 (o), 8–2 (i) | 1–0 (i), 3–1 (o) 2–0 (o), 0–0 (i) 1–1 (o), 0–4 (i) 4–1 (i), 2–4 (o) 3–1 (o), 8–2 (i) | Csoportkör  | REAC Baktalórántháza Ferencváros Budapest Honvéd Kecskeméti TE | 4–0 (o), 4–2 (i) 2–0 (i), 8–0 (o) 0–0 (o), 3–2 (i) 2–2 (o), 1–1 (i) 3–2 (i), 2–0 (o) | 4–0 (o), 4–2 (i) 2–0 (i), 8–0 (o) 0–0 (o), 3–2 (i) 2–2 (o), 1–1 (i) 3–2 (i), 2–0 (o) |
| Haladás                                                    | 7–3                                                                                  | 3–2 (o), 4–1 (i)                                                                     | Negyeddöntő | Diósgyőri VTK                                                  | 1–0                                                                                  | 0–0 (i), 1–0 (o)                                                                     |
| Budapest Honvéd                                            | 2–0                                                                                  | 1–0 (i), 1–0 (o)                                                                     | Elődöntő    | Győri ETO                                                      | 3–1                                                                                  | 2–0 (o), 1–1 (i)                                                                     |

## A mérkőzés
| 2009. május 13. 18:00 |

| Pécsi MFC                               | 1–3               | Fehérvár                                                        |
| --------------------------------------- | ----------------- | --------------------------------------------------------------- |
| Wittrédi 58' Lantos 12′ Koplárovics 64' | (0–2) Jegyzőkönyv | Vujović 13' (11-esből) 26' Alison Silva 69' Andić 36' Lázár 39' |

| Révész Géza utcai stadion, Siófok Nézőszám: 2 800 Játékvezető: Bede Ferenc (magyar) |

| Pécsi MFC | Fehérvár |

| PÉCSI MFC:  |    |                   |                 |
|             |    |                   |                 |
| K           | 31 | Hegedűs Lajos     |                 |
| V           | 6  | Kovács Gábor      |                 |
| V           | 5  | Szabados József   |                 |
| V           | 18 | Lantos Levente    | 12′             |
| V           | 33 | Présinger Ádám    |                 |
| KP          | 82 | Berdó Balázs      | 15'             |
| KP          | 27 | Szalai Tamás      |                 |
| KP          | 7  | Wittrédi Dávid    | 58'             |
| KP          | 26 | Schrancz Balázs   | 68'             |
| CS          | 69 | Horváth Zsolt     | a szünetben     |
| CS          | 20 | Lovrencsics Gergő | 88'             |
| Cserék:     |    |                   |                 |
| K           | 1  | Herbert Roland    |                 |
| V           | 4  | Nagy József       |                 |
| V           | 8  | Sipos János       |                 |
| KP          | 10 | Nagy Olivér       | 68'             |
| KP          | 21 | Racskó Roland     | 15'             |
| KP          | 22 | Koplárovics Béla  | a szünetben 64' |
| KP          | 25 | Fónai Balázs      | 88'             |
| Vezetőedző: |    |                   |                 |
| Botos Antal |    |                   |                 |

| FC FEHÉRVÁR: |    |                 |                                |
|              |    |                 |                                |
| K            | 1  | Sebők Zsolt     |                                |
| V            | 20 | Lázár Pál       | 39' a szünetben                |
| V            | 3  | Horváth Gábor   |                                |
| V            | 13 | Ilija Radović   |                                |
| V            | 2  | Marko Andić     | 36'                            |
| KP           | 15 | Nagy Dániel     |                                |
| KP           | 14 | Farkas Balázs   |                                |
| KP           | 25 | Elek Ákos       | 71'                            |
| KP           | 17 | Szakály Dénes   | 80'                            |
| CS           | 21 | André Alves     | 60'                            |
| CS           | 18 | Goran Vujović   | 13' (11-esből) 26' a szünetben |
| Csere:       |    |                 |                                |
| K            | 22 | Nenad Filipović |                                |
| V            | 4  | Mohl Dávid      | a szünetben                    |
| V            | 5  | Koller Ákos     |                                |
| KP           | 10 | Dvéri Zsolt     | 80'                            |
| KP           | 26 | César Romero    | 71'                            |
| CS           | 9  | Sitku Illés     | a szünetben                    |
| CS           | 29 | Alison Silva    | 60' 69'                        |
| Vezetőedző:  |    |                 |                                |
| Varga István |    |                 |                                |

## Lásd még
- 2008–2009-es magyar labdarúgó-ligakupa

## Külső hivatkozások
- A Magyar Labdarúgó-szövetség hivatalos honlapja (magyarul)
- A mérkőzés adatlapja a magyarfutball.hu-n (magyarul)